# Bolivianische Grenzübergänge

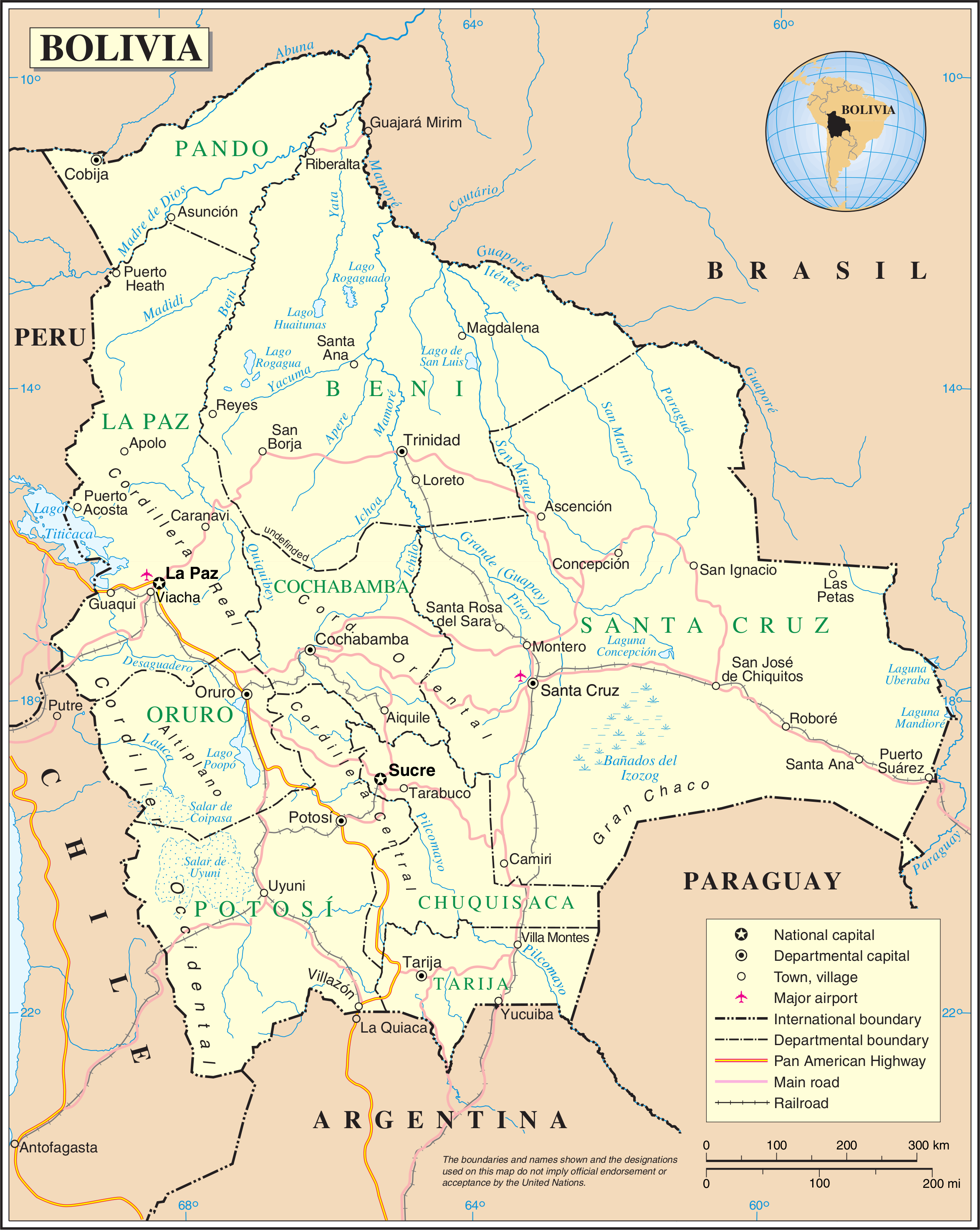
Karte mit den Hauptverkehrswegen von Bolivien

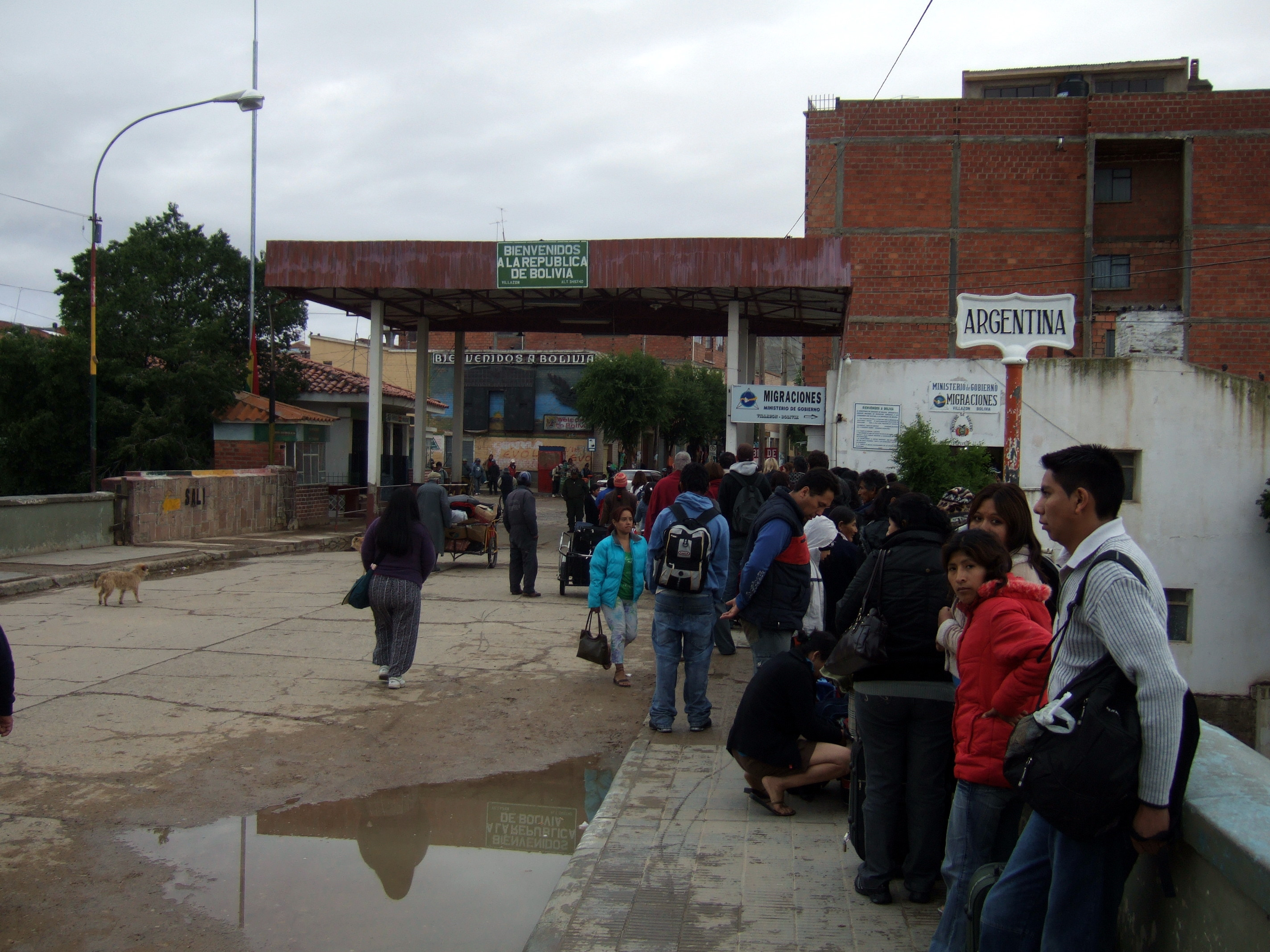
Grenze zu Argentinien in Villazón

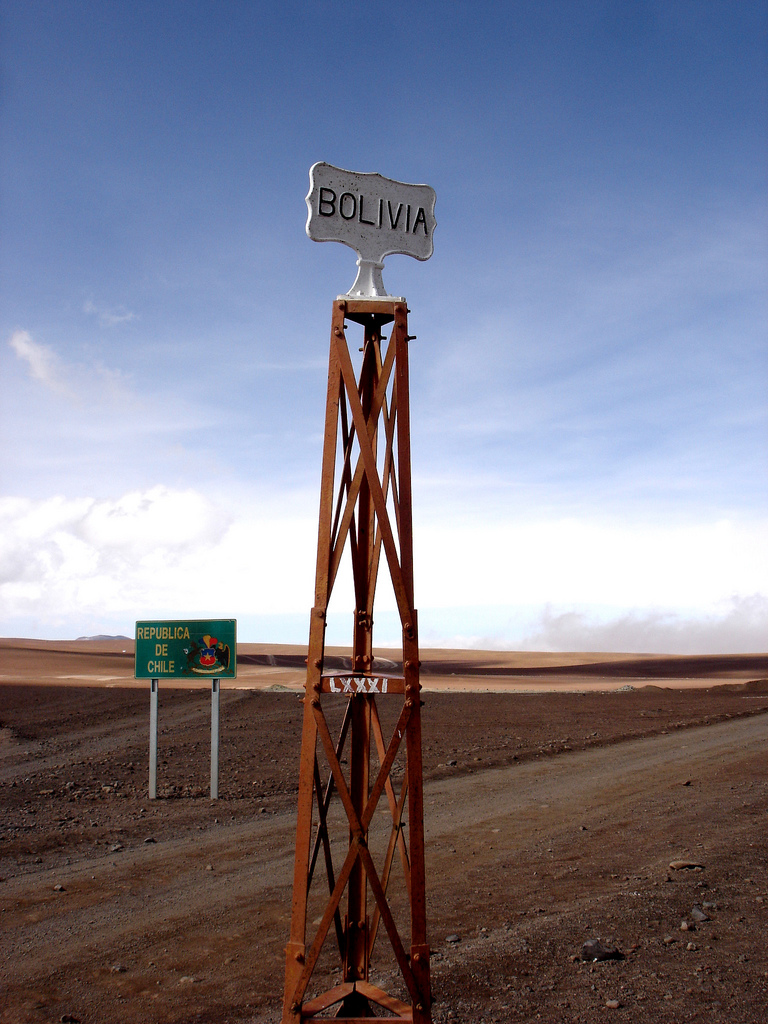
Grenze zu Chile in der Wüste

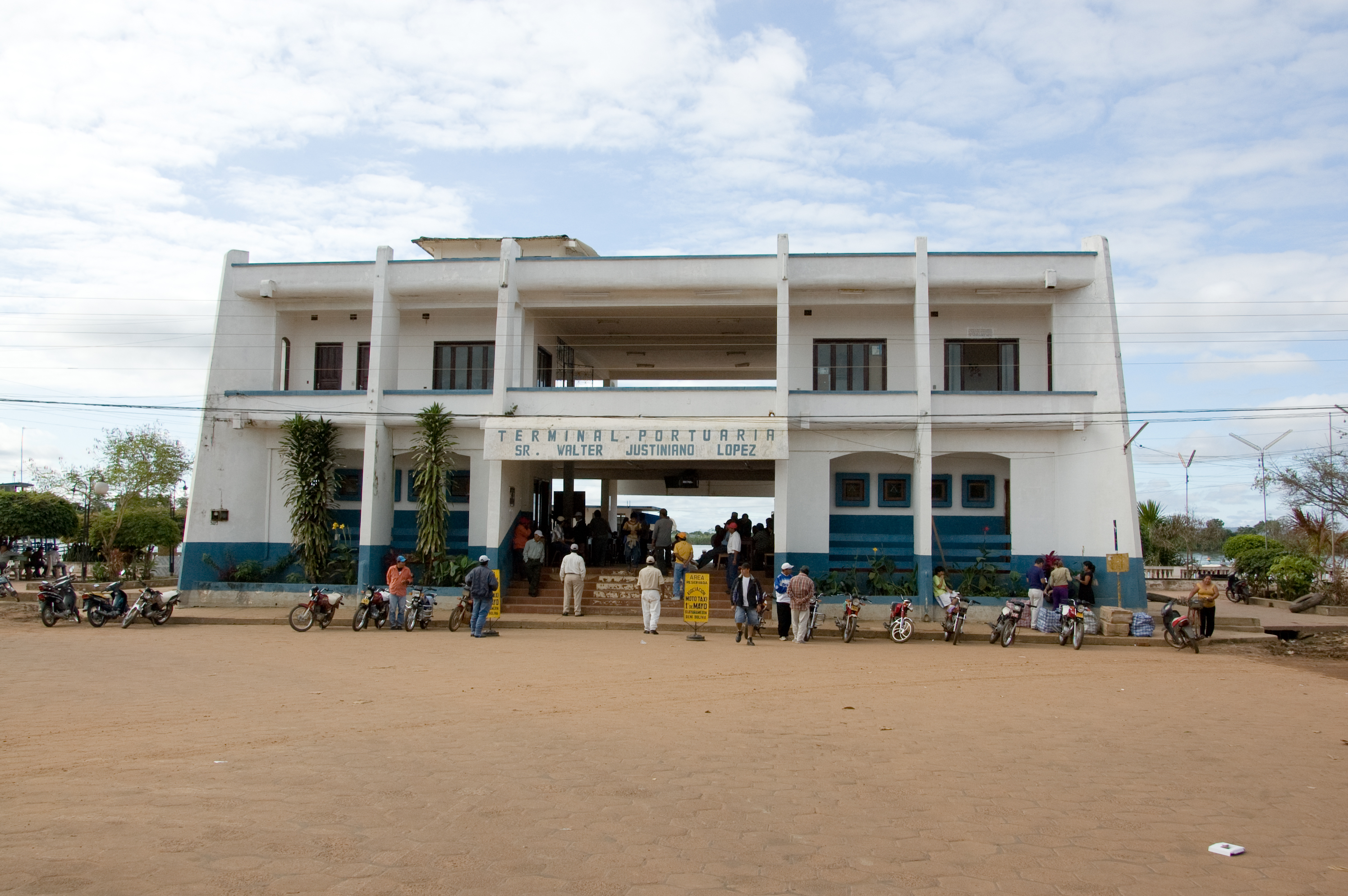
Grenze zu Brasilien im tropischen Tiefland

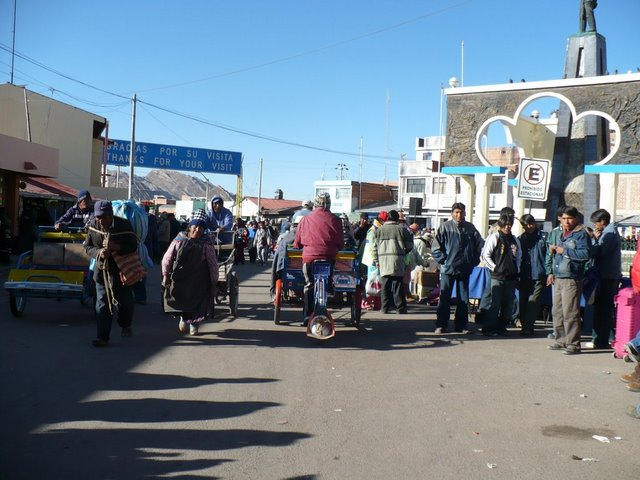
Grenze zu Peru in Desaguadero

Dies ist eine Liste bolivianischer Grenzübergänge. Bolivien grenzt an Brasilien, Peru, Chile, Argentinien sowie Paraguay. Die Dichte der Verkehrswege ist durch die naturräumlichen Bedingungen in den einzelnen Regionen sehr unterschiedlich. In den relativ dicht besiedelten Gebieten an der Grenze zu Peru und Argentinien gibt es deutlich mehr Grenzübergänge als beispielsweise an der Grenze zu Brasilien, an der diese oft viele Hundert Kilometer auseinander liegen.
Bolivien und alle angrenzenden Länder sind Mitglieder oder assoziierte Staaten der Andengemeinschaft. Bolivien, Brasilien, Paraguay und Argentinien sind zudem im Mercosur, dem gemeinsamen Markt Südamerikas. Trotzdem sind nicht alle hier aufgeführten Grenzübergänge von Grenzbeamten besetzt, teilweise müssen die Formalitäten in größeren Städten im Hinterland vollzogen werden.

## Straßen-, Fähr- und Wegübergänge
| Grenzübergang   | Nachbarland | Ort im Nachbarland      | Art des Überganges        | Anmerkungen | Koordinaten                      |
| --------------- | ----------- | ----------------------- | ------------------------- | --- | -------------------------------- |
| Extrema         | Peru        | San Lorenzo             | Straße (Ruta 18)          | Am Río Tahuamanu                                                                                                   | 11° 26′ 53,2″ S, 69° 15′ 51,3″ W |
| Puerto Heath    | Peru        | Puerto Maldonado        | Auf dem Río Madre de Dios | Zurzeit nicht geöffnet                                                                                             | 12° 29′ 51,2″ S, 68° 39′ 9,6″ W  |
| Puerto Acosta   | Peru        | Tilali                  | Straße                    | Am Nordufer des Titikakasees                                                                                       | 15° 27′ 30,9″ S, 69° 17′ 57″ W   |
| Khasani         | Peru        | Yunguyo                 | Straße (Ruta 2)           | Am Südufer des Titikakasees bei der Stadt Copacabana                                                               | 16° 13′ 31,8″ S, 69° 5′ 44,5″ W  |
| Desaguadero     | Peru        | Desaguadero             | Straße                    | Übergang in der Stadt                                                                                              | 16° 33′ 49,6″ S, 69° 2′ 11,3″ W  |
| Desaguadero     | Peru        | Desaguadero             | Straße (Ruta 1)           | Wichtigster Grenzübergang zwischen Bolivien und Peru                                                               | 16° 34′ 48,6″ S, 69° 2′ 9,4″ W   |
| Hito IV         | Peru        |                         | Straße (Ruta 43)          | Zurzeit möglicherweise nicht geöffnet                                                                              | 17° 17′ 25,5″ S, 69° 35′ 41,3″ W |
| Charaña         | Chile       | Visviri                 | Straße (Ruta 19)          | Auch Übergang der Bahnstrecke Arica–La Paz                                                                         | 17° 35′ 25,9″ S, 69° 28′ 4,3″ W  |
| Tambo Quemado   | Chile       | Chungará                | Straße (Ruta 4)           | Wichtigster Grenzübergang zwischen den beiden Ländern                                                              | 18° 17′ 4,8″ S, 69° 4′ 26,9″ W   |
| Pisiga          | Chile       | Colchane                | Straße (Ruta 12)          | | 19° 16′ 31,1″ S, 68° 37′ 12,6″ W |
| Avaroa          | Chile       | Ollagüe                 | Straße                    | An der Bahnstrecke Uyuni-Antofagasta                                                                               | 21° 12′ 46,8″ S, 68° 13′ 46,6″ W |
| Hito Cajones    | Chile       | Hito Cajón              | Straße                    | Auf der bolivianischen Seite sind keine Ortschaften in der Nähe, in Chile ist der nächste Ort San Pedro de Atacama | 22° 52′ 52,8″ S, 67° 47′ 54,5″ W |
| Villazón        | Argentinien | La Quiaca               | Straße (Ruta 28)          | Puente Internacional Horacio Guzmán                                                                                | 22° 5′ 47,6″ S, 65° 35′ 46,5″ W  |
| Mecoya          | Argentinien | Mecoyita                | Straße (Ruta 45)          | Grenzübergang noch in Bau (Stand 2017)                                                                             | 22° 7′ 24,9″ S, 64° 53′ 51,1″ W  |
| La Mamora       | Argentinien | El Condado              | Straße (Ruta 1)           | Nicht dauerhaft besetzt                                                                                            | 22° 11′ 23,4″ S, 64° 39′ 10,4″ W |
| Bermejo         | Argentinien | Aguas Blancas           | Straße (Ruta 1)           | Puente Internacional Aguas Blancas - Bermejo                                                                       | 22° 43′ 34,7″ S, 64° 22′ 10,5″ W |
| Yacuiba         | Argentinien | Profesor Salvador Mazza | Straße (Ruta 9)           | | 22° 3′ 10,9″ S, 63° 41′ 1,9″ W   |
| Cañada Oruro    | Paraguay    | Infante Rivarola        | Straße (Ruta 11)          | Wichtigster Grenzübergang zwischen den beiden Ländern                                                              | 21° 40′ 21,6″ S, 62° 27′ 28,8″ W |
| Hito Villazón   | Paraguay    |                         | Straße (Ruta 6)           | Zurzeit möglicherweise nicht geöffnet                                                                              | 20° 33′ 47,4″ S, 62° 15′ 58,9″ W |
| Puerto Quijarro | Brasilien   | Corumbá                 | Straße (Ruta 4)           | | 19° 1′ 42″ S, 57° 42′ 29,1″ W    |
| San Matías      | Brasilien   | Cáceres                 | Straße (Ruta 10)          | | 16° 23′ 22″ S, 58° 20′ 10,6″ W   |
| Guayaramerín    | Brasilien   | Guajará-Mirim           | Fähre über den Río Mamoré | Auf bolivianischer Seite liegt die Ruta 8                                                                          | 10° 48′ 13,5″ S, 65° 20′ 47,3″ W |
| Cobija          | Brasilien   | Epitaciolândia          | Straße (Ruta 13)          | | 11° 1′ 35,2″ S, 68° 45′ 4,9″ W   |
| Cobija          | Brasilien   | Brasiléia               | Straße                    | Ponte Binacional Wilson Pinheiro über den Rio Acre                                                                 | 11° 0′ 58″ S, 68° 45′ 5,3″ W     |

## Flughäfen
Grenzkontrollen an internationalen Flughäfen:
- Flughafen El Alto
- Flughafen Cochabamba
- Flughafen Viru Viru